# Ixion (entreprise)
Pour les articles homonymes, voir Ixion (homonymie).

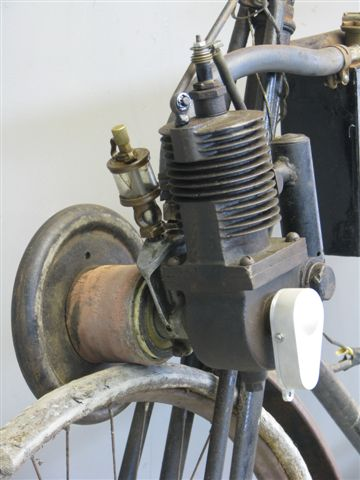
Moteur Ixion sur motocyclette Komet (1902).

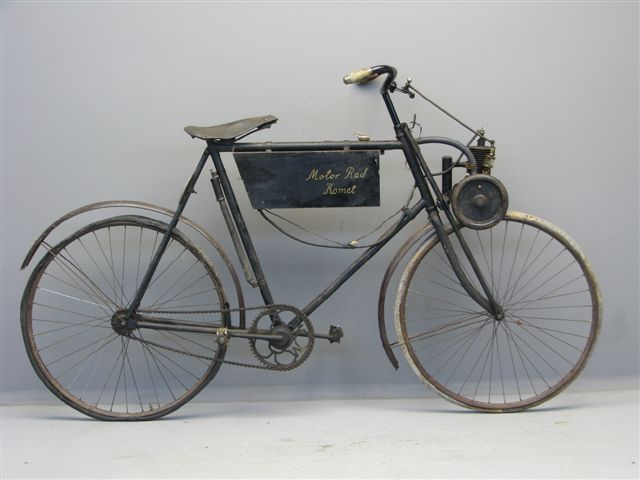
Motocyclette Komet à moteur Ixion (1902).

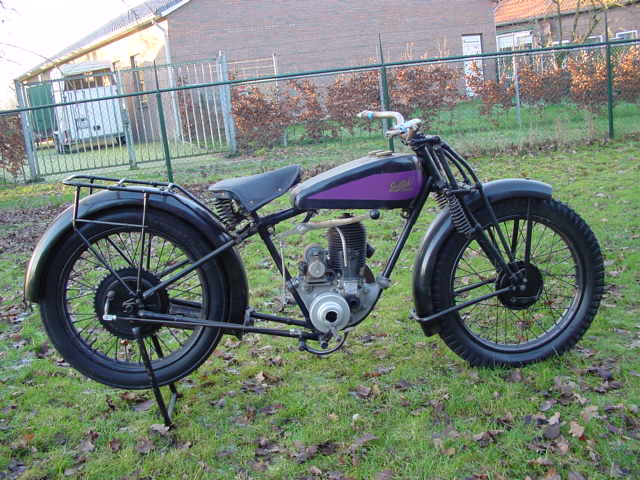
Gillet "Tour du monde" (1919-1928) à moteur Ixion.

Ixion est un fabricant français disparu de moteurs. La mise en œuvre principale et le succès commercial ont été les motocyclettes.
Par extension, Ixion désigne également la technologie de moteur exploitée par cette société et monté sur des motocyclettes, automobiles et bateaux.

## Présentation du moteur
Le moteur Ixion est un moteur à deux temps sans soupape
, inventé par Léon Cordonnier
,, ingénieur IDN (École centrale de Lille, promotion 1892). Il a été l'objet de multiples brevets entre 1897 et 1901
.
Cette invention marque les débuts du distributeur rotatif
,

et constitue l'aboutissement de la technologie des moteurs à deux temps. Ainsi, le moteur Ixion de 1902 est d'une conception pratiquement identique à celle des motocyclettes DKW des années 1930 (avec précompression dans le carter, démasquage et fermeture des orifices de distribution par le piston, graissage par mélange, etc.)
.

## Industrialisation du moteur Ixion
Les moteurs Ixion ont été construits à environ 1900 exemplaires, en différentes versions à partir de 1 ch. Ces moteurs ont été utilisés sur des motocyclettes, automobiles et canots ainsi que pour différentes applications industrielles,
 (groupes électrogènes, commandes de pompes).
Ils fonctionnent indifféremment à l'essence, à l'alcool ou au gaz d'éclairage.
Les moteurs Ixion sont commercialisés en France par Georges Deloche.
Une motocyclette Ixion a été présentée au salon de l'automobile de Paris de 1905.
Le moteur Ixion a été également produit sous licence par des fabricants de motocyclette dans différents pays: en Angleterre, en Allemagne (Komet (nl)), Belgique (Gillet Herstal modèle Tour du monde) et au Danemark (GEM (da))
,
.
En 1894, la société employait 400 ouvriers.

## Brevets d'inventions
- Brevet FR 4404E Moteur rotatif à gaz ou à pétrole, dénommé "moteur ixion".(Priorité FRT263851 - 1897-02-10).Léon Cordonnier
- Brevet GB 189720269 New or Improved Rotary Motor.1897-09-03.Léon Cordonnier
- Brevet FR 7525E Moteur ixion à deux temps, sans soupape.(Priorité FRT309693 - 1901-04-05).Léon Cordonnier
- Brevet GB 190111978 Improvements in Hydrocarbon Motors.1901-06-12.Léon Cordonnier
- Brevet CH 24692 Moteur à deux temps.1901-06-24.Léon Cordonnier
- (en) Léon Cordonnier, Brevet U.S. 762577 : Hydrocabon motor, publié le 1901-06-14, sur le site de l'USPTO.